# Scoperta (Lonato del Garda)
Scoperta è località del comune di Lonato del Garda, in provincia di Brescia. Dal punto di vista amministrativo fa parte del comitato di quartiere 12 "Castel Venzago - Scoperta".

## Storia
Anticamente si chiamava Santa Maria di Fontana Coperta, dal nome di un piccolo monastero risalente al XII sec. Il  santuario della Madonna della Scoperta risale al 1201 quando la chiesa fu distrutta e andò smarrito un veneratissimo quadro della Vergine. Nel 1602 la chiesa fu ricostruita con le stesse dimensioni e titolo della precedente. Nel 1741 venivano aggiunte la cappella laterale, la cupola e da allora, per il ritrovamento del venerato quadro in un campo, si chiamò "Madonna Scoperta".
La chiesa fu utilizzata come ospedale da campo in occasione della cruenta battaglia di Solferino e San Martino del 24 giugno 1859, che proprio qui si risolse vittoriosamente anche per merito dell'intervento sardo.

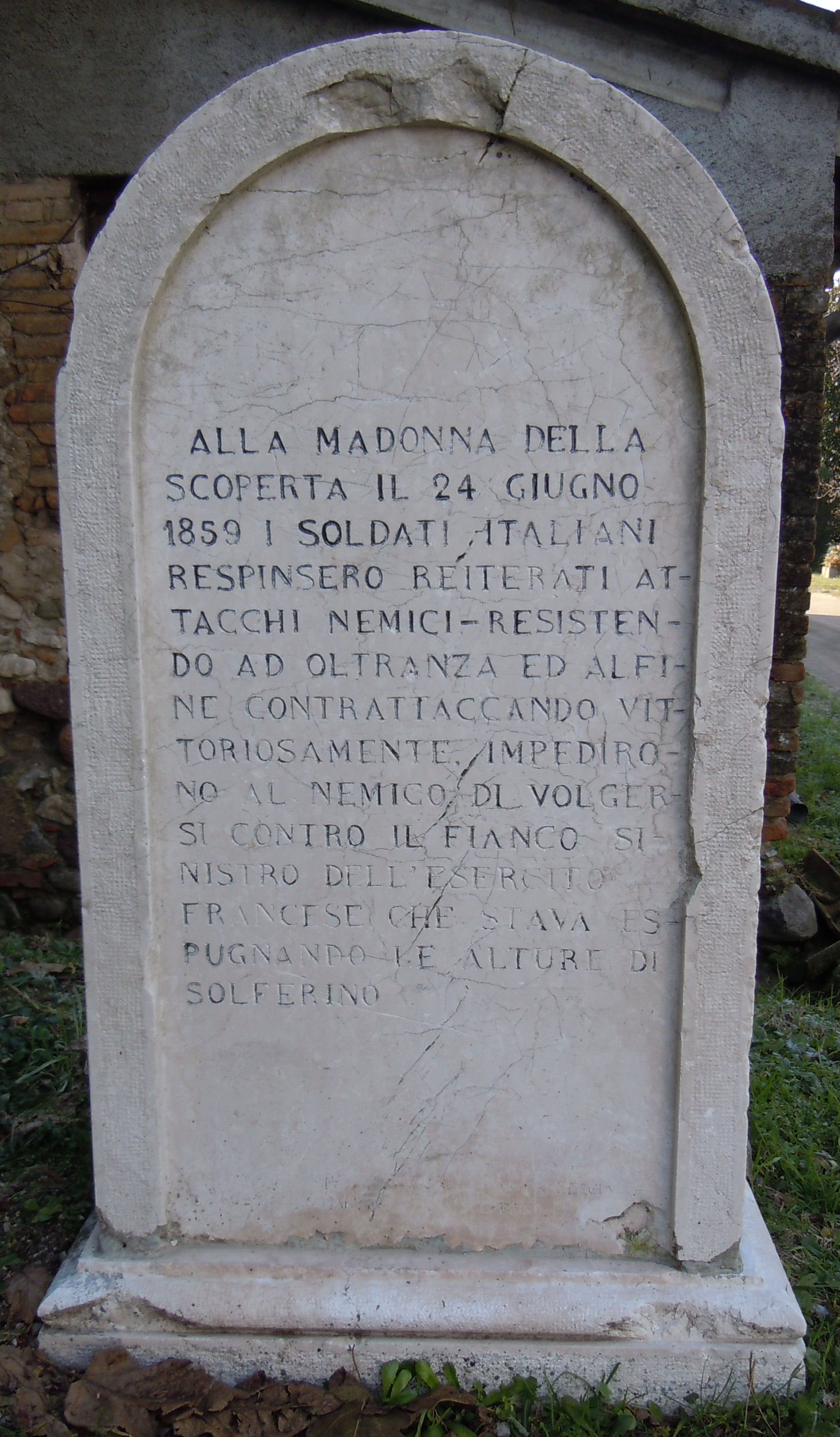
Cippo a ricordo della battaglia del 24 giugno 1859